# Flutazolam
Il flutazolam (Coreminal, MS-4101) è uno psicofarmaco che è un derivato benzodiazepinico. È stato inventato in Giappone, e questo è il principale paese in cui è stato utilizzato in medicina. Ha effetti sedativi, miorilassanti, anticonvulsivanti e ansiolitici simili a quelli prodotti da altri derivati delle benzodiazepine e, sebbene abbia circa la stessa potenza del diazepam, produce una sedazione più marcata e una compromissione della coordinazione. È indicato per il trattamento dell'insonnia. Il suo principale metabolita attivo è il n-desalchilflurazepam, noto anche come norflurazepam, che è anche il principale metabolita del flurazepam (nome commerciale Dalmane). Il flutazolam è strettamente correlato nella struttura ad un'altra benzodiazepina, l'aloxazolam.